# Hardin megye (Kentucky)
Hardin megye az Amerikai Egyesült Államokban, azon belül Kentucky államban található. Megyeszékhelye és legnagyobb városa Elizabethtown. Lakosainak száma 110 702 fő (2020. április 1.). Hardin megye Meade, Breckinridge, Hart, LaRue, Jefferson, Bullitt, Nelson, Grayson és Harrison megyékkel határos.

## Népesség
A megye népességének változása:
| Lakosok száma | 106 996 | 107 463 | 107 153 | 108 191 | 106 439 | 110 702 |
|               | 2010    | 2011    | 2012    | 2013    | 2015    | 2020    |